# Onthophagus hilaris
Onthophagus hilaris là một loài bọ cánh cứng trong họ Bọ hung (Scarabaeidae).